# Bikenibeu Paeniu
Bikenibeu Paeniu (ur. 1956 w Tarawie) – polityk Tuvalu, dwukrotny premier i minister spraw zagranicznych tego kraju.
W 1989 wszedł do piętnastoosobowego parlamentu. Jeszcze w tym samym roku został premierem kraju, zastępując na tym stanowisku Tomasi Puapua. Odwołany w 1993, fotel premiera objął ponownie w 1996 i piastował go aż do uzyskania wotum nieufności w 1999 roku.
W 1997 roku przywrócił wycofaną zaledwie dwa lata wcześniej flagę Tuvalu opartą na brytyjskim Union Jacku.
Bikenibeu Paeniu zasiadał w parlamencie do 2006 roku, w rządzie Saufatu Sopoanga pełnił funkcję ministra finansów i gospodarki.